# Samuel de Bulgaria
Samuel (en búlgaro: Самуил, también conocido como Samuil) fue zar del Primer Imperio búlgaro de 997 al 6 de octubre de 1014. De 980 a 997 fue general bajo las órdenes de Román de Bulgaria, segundo hijo del zar Pedro I de Bulgaria, y cogobernante con este. Román le confirió el mando del ejército y la total autoridad real. Samuel luchó para preservar la independencia de su país del Imperio bizantino, por lo que su gobierno se caracterizó por la constante guerra contra los bizantinos y su emperador, el igualmente ambicioso Basilio II.
En sus primeros años había logrado infligir varias derrotas importantes a los bizantinos y poner en marcha campañas ofensivas en su territorio. A finales del siglo x, los ejércitos de búlgaros conquistaron el Principado serbio de Doclea y dirigieron campañas contra los reinos de Croacia y Hungría. Pero a partir de 1001, se vio obligado mayormente a defenderse contra los superiores ejércitos bizantinos. Samuel murió de un ataque cardíaco el 6 de octubre de 1014, dos meses después de la catastrófica batalla de Clidio, y Bulgaria fue subyugada totalmente por Basilio II cuatro años después, poniendo fin a un conflicto búlgaro-bizantino que duró cinco décadas.
Samuel era considerado «invencible en poder e insuperable en fuerza». Comentarios similares se hicieron incluso en Constantinopla, Juan el Geómetra escribió un poema que ofrece una comparación entre el zar búlgaro y el cometa Halley que apareció en 989. Durante el reinado de Samuel, Bulgaria obtuvo el control de la mayor parte de los Balcanes (con la notable excepción de Tracia), hasta el sur de Grecia. Trasladó la capital de Skopie a Ohrid, que había sido el centro cultural y militar en el suroeste de Bulgaria desde el gobierno de Boris I, e hizo de la ciudad la sede del Patriarcado de Bulgaria. Aunque el reinado de Samuel supuso el final del Primer Imperio búlgaro, es considerado en Bulgaria y Macedonia del Norte como un heroico gobernante.

## Juventud

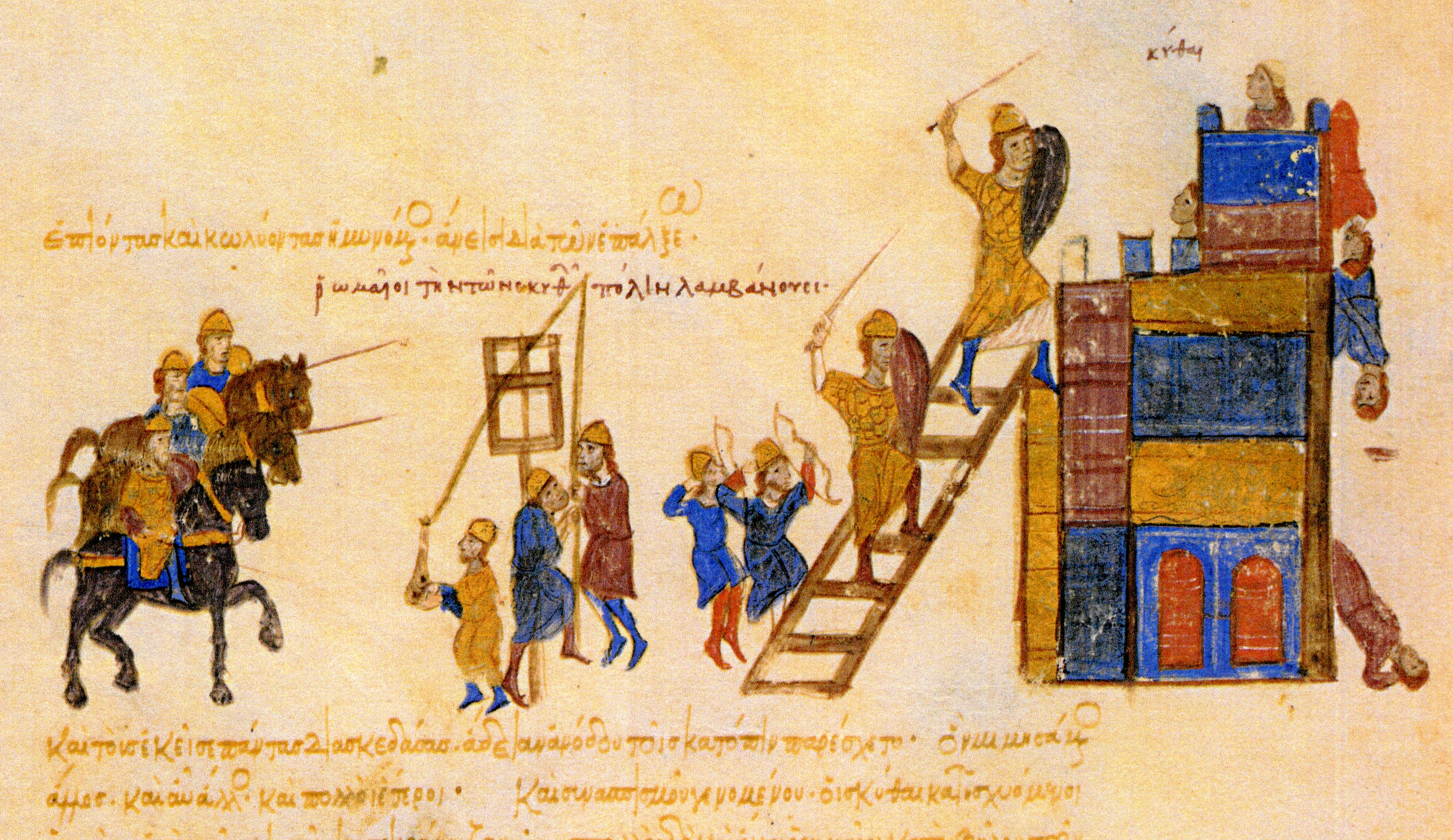
Los bizantinos asedian la capital búlgara de Preslav.

Samuel era el cuarto y el más joven hijo del conde Nicolás, un noble búlgaro, que pudo haber sido conde de Sredets (Sofía), aunque otras fuentes sugieren que fue conde en alguna parte de la región de Macedonia. Su madre fue Ripsime. Posiblemente nació en la década del 940. Los Cometopulos, como se conocieron a los hijos de Nicolás, ascendieron al poder como consecuencia del desorden que imperó en el Imperio búlgaro de 966 a 971.

## Invasión rusa y abdicación de Boris
Durante el reinado del zar Pedro I, Bulgaria prosperó gracias a una larga paz con Bizancio. Esta paz se aseguró con el matrimonio del zar con la princesa bizantina María Lecapena. Sin embargo después de la muerte de María en 963, la situación se agitó de nuevo y Pedro I envió a sus hijos, Boris y Román, para negociar un acuerdo de paz entre Bulgaria y Bizancio, durante el cual al parecer permanecieron como rehenes en la corte bizantina. Durante estos años, los bizantinos y los búlgaros se habían enredado en una guerra con el príncipe de la Rus de Kiev, Sviatoslav, que invadió varias veces Bulgaria. Después de la derrota de Sviatoslav, el zar sufrió un derrame cerebral y murió poco después en 969 (o 970). Debido a que sus dos herederos se encontraban en la capital bizantina, el trono búlgaro quedó vacío. Samuel y sus hermanos aprovecharon esta oportunidad para idear una revuelta en 969. A Boris se le permitió volver a Bulgaria para tomar el trono de sus padres, restaurar el orden y oponerse a Sviatoslav, pero tuvo poco éxito, lo que obligó al emperador bizantino Juan I Tzimisces a intervenir. Rápidamente invadió Bulgaria, derrotó a la Rus, y conquistó la capital búlgara de Preslav en 970 (o 971). Boris II de Bulgaria fue ritualmente despojado de sus insignias de soberano en una ceremonia pública en Constantinopla, y él y su hermano Román de Bulgaria fueron sometidos a cautiverio. Aunque la ceremonia en 971 había sido escenificada como final simbólico del Imperio búlgaro, los bizantinos no pudieron afirmar su control sobre las provincias occidentales de Bulgaria.
El conde Nicolás, el padre de Samuel, que tenía estrechos vínculos con la corte real en Preslav, murió en 970. En el mismo año «los hijos del Conde», Samuel, David, Moisés y Aarón se rebelaron contra Juan I Tzimisces.

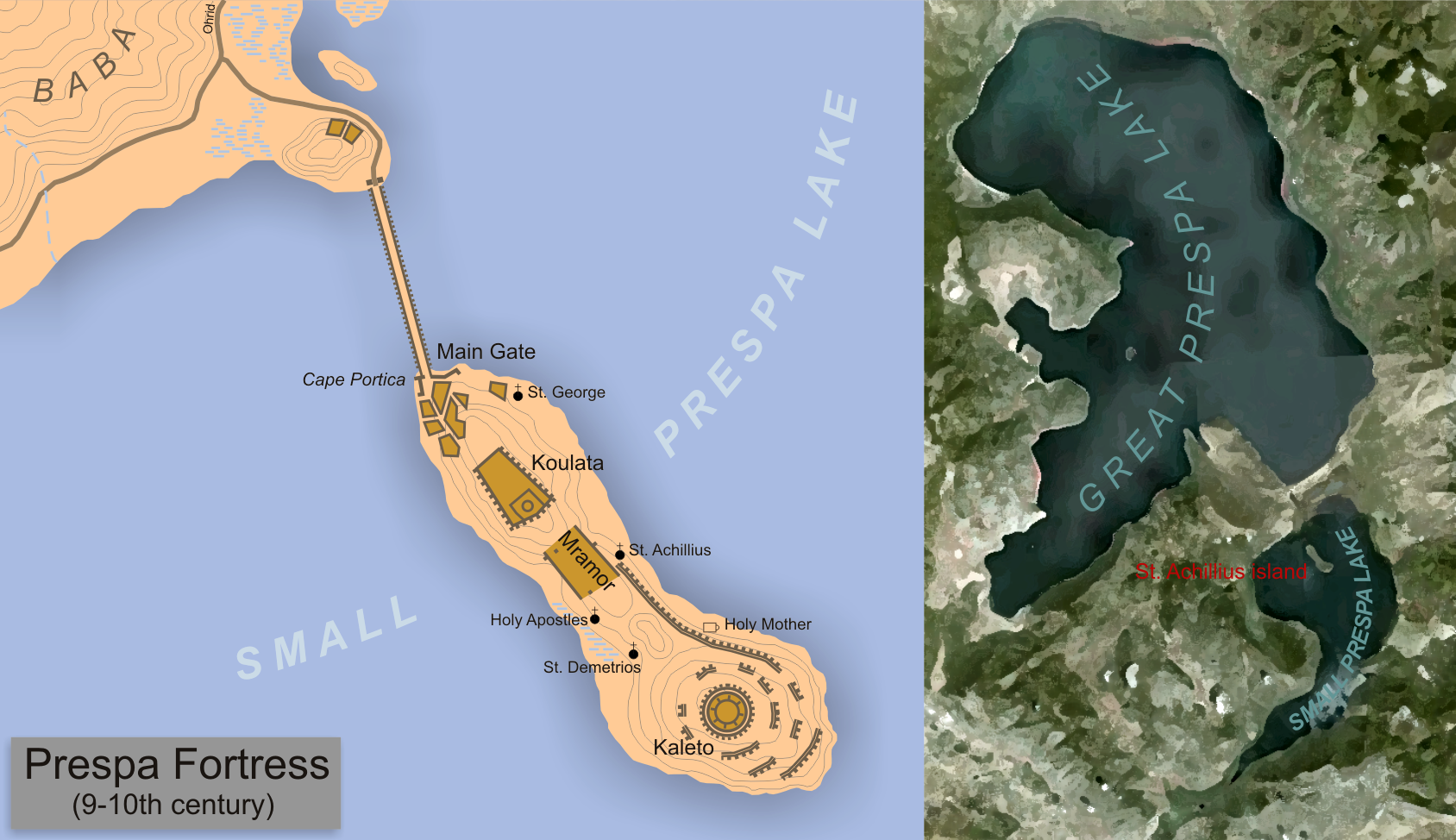
Fortaleza de Prespa.

En 973, los Cometopulos enviaron embajadores a Otón I del Sacro Imperio Romano Germánico en Quedlinburg en un intento por garantizar la protección de sus tierras. Los hermanos gobernaron juntos mediante una tetrarquía. David gobernó las regiones sur y lideró la defensa de una de las zonas fronterizas más peligrosas, alrededor de Tesalónica y Tesalia. Los centros de sus posesiones fueron Prespa y Kastoriá. Moisés gobernó desde Strumitsa, que sería un puesto de avanzada para los ataques en la costa del mar Egeo y Serres. Aarón gobernó desde Sredets, constituyendo la defensa del camino principal de Adrianópolis a Belgrado, y con la misión de atacar a Tracia. Samuel gobernó el noroeste de Bulgaria desde la fortaleza de Vidin. También fue el organizador de la liberación de las áreas conquistadas en el este, incluyendo la antigua capital de Preslav. Algunos registros indican que David jugó un papel importante en este período tumultuoso de la historia búlgara.

## Guerra con Bizancio

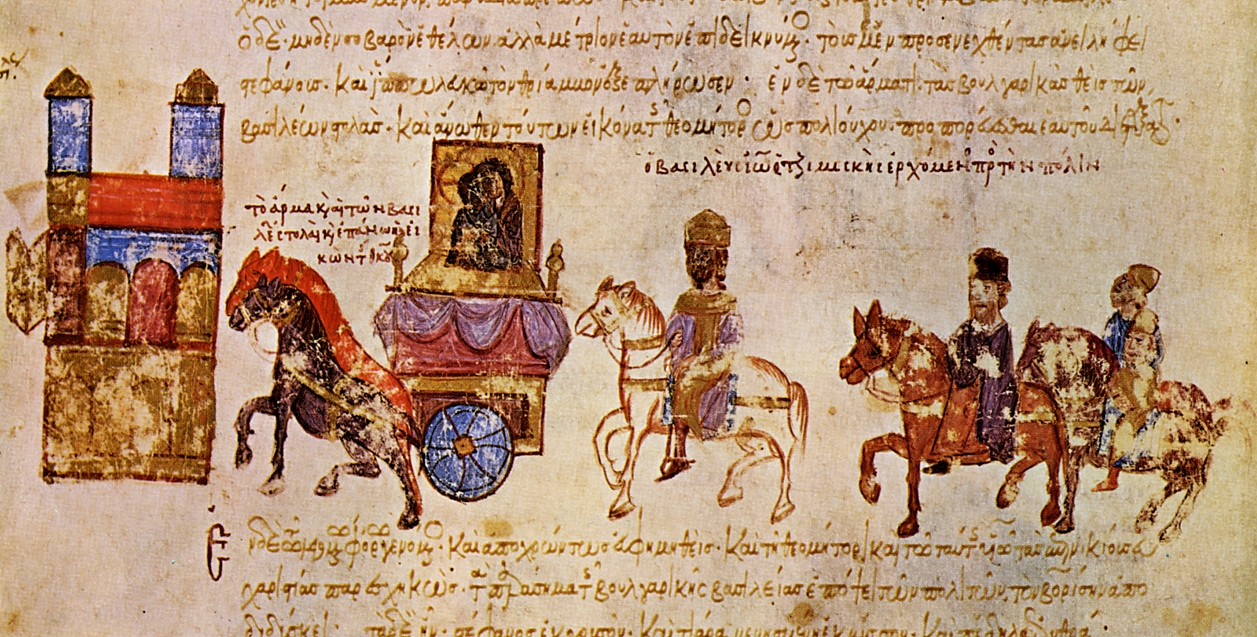
El emperador bizantino Juan I Tzimisces regresa triunfante a Constantinopla con el capturado Boris II y los iconos de Preslav.

Después que Juan I Tzimisces falleciera el 11 de enero 976, los Cometopulos lanzaron un asalto a lo largo de toda la frontera. En unas semanas, sin embargo, David fue asesinado por vagabundos valacos y Moisés fue herido fatalmente por una piedra durante el sitio de Serres. Las acciones de los hermanos en el sur detuvieron a numerosas tropas bizantinas y facilitó la liberación del noreste de Bulgaria por Samuel. El comandante bizantino fue derrotado y se retiró a Crimea.
Los nobles y los oficiales búlgaros que no se habían opuesto a la conquista bizantina de la región fueron ejecutados, y la guerra continuó al norte del Danubio hasta que el enemigo se dispersó y el gobierno búlgaro fue restaurado.
Después de sufrir estas derrotas en los Balcanes, el Imperio bizantino entró en una guerra civil. El comandante del ejército de Asia, Bardas Esclero, se rebeló en Asia Menor y envió tropas al mando de su hijo Romano en Tracia para sitiar Constantinopla. El nuevo emperador Basilio II no tenía recursos humanos suficientes para combatir tanto a los búlgaros como a los rebeldes y recurrió a la traición, la conspiración y a complicadas tramas diplomáticas. Basilio II hizo muchas promesas a los búlgaros y desanimó a Esclero de una posible alianza en contra de él. Aarón, el mayor de los Cometopulos, fue tentado con una alianza con los bizantinos y con la oportunidad para tomar el poder en Bulgaria para sí mismo. Ocupó tierras en Tracia, una región que supondría una amenaza para los bizantinos. Basilio llegó a un acuerdo con Aarón, quien pidió la mano de la hermana de Basilio para sellarlo. Basilio envió en su lugar a la esposa de uno de sus oficiales con el obispo de Sebaste. Sin embargo, el engaño fue descubierto y el obispo fue asesinado. No obstante, las negociaciones con Aarón continuaron. El historiador Escilitzes escribió que Aarón deseaba el poder único y «simpatizaba con los romanos». Samuel se enteró de la conspiración y el enfrentamiento entre los dos hermanos fue inevitable. La disputa se desató en las cercanías de Dupnitsa el 14 de junio de 976 y terminó con la aniquilación de la familia de Aarón. Sólo su hijo, Iván Vladislav, sobrevivió porque el hijo de Samuel Gabriel Radomir suplicó en su nombre. Desde ese momento, prácticamente todo el poder y autoridad en el estado eran llevados a cabo por Samuel y el peligro de un conflicto interno fue casi eliminado. Sin embargo, otra teoría sugiere que Aarón participó en la batalla de la Puerta de Trajano, que ocurrió diez años después. Según esa teoría Aarón fue asesinado el 14 de junio de 987 o 988.

## Cogobernante con Román
Después que el plan bizantino de utilizar a Aarón para causar inestabilidad en Bulgaria falló, trataron de alentar a los herederos legítimos del trono, Boris II y Román, para oponerse a Samuel. Basilio II esperaba ganar el apoyo de los nobles y aislar a Samuel o incluso iniciar una guerra civil búlgara. Boris y Román fueron enviados de regreso en 986, pero mientras ellos estaban pasando por un bosque cerca de la frontera, Boris fue asesinado por los guardias búlgaros que fueron engañados por sus ropas bizantinas. Román, que caminaba a cierta distancia, logró identificar a los guardias.
Román fue llevado a Vidin, donde fue proclamado zar de Bulgaria. Samuel se convirtió en su primer lugarteniente, y general y en conjunto reunieron un ejército para luchar contra los bizantinos. Durante su cautiverio, Román había sido castrado por orden de Juan I Tzimisces para que así no hubiera herederos, Samuel estaba seguro de que sucedería con el tiempo a Román. El nuevo emperador confió a Samuel la administración del estado y él se ocupó de la iglesia y los asuntos religiosos.

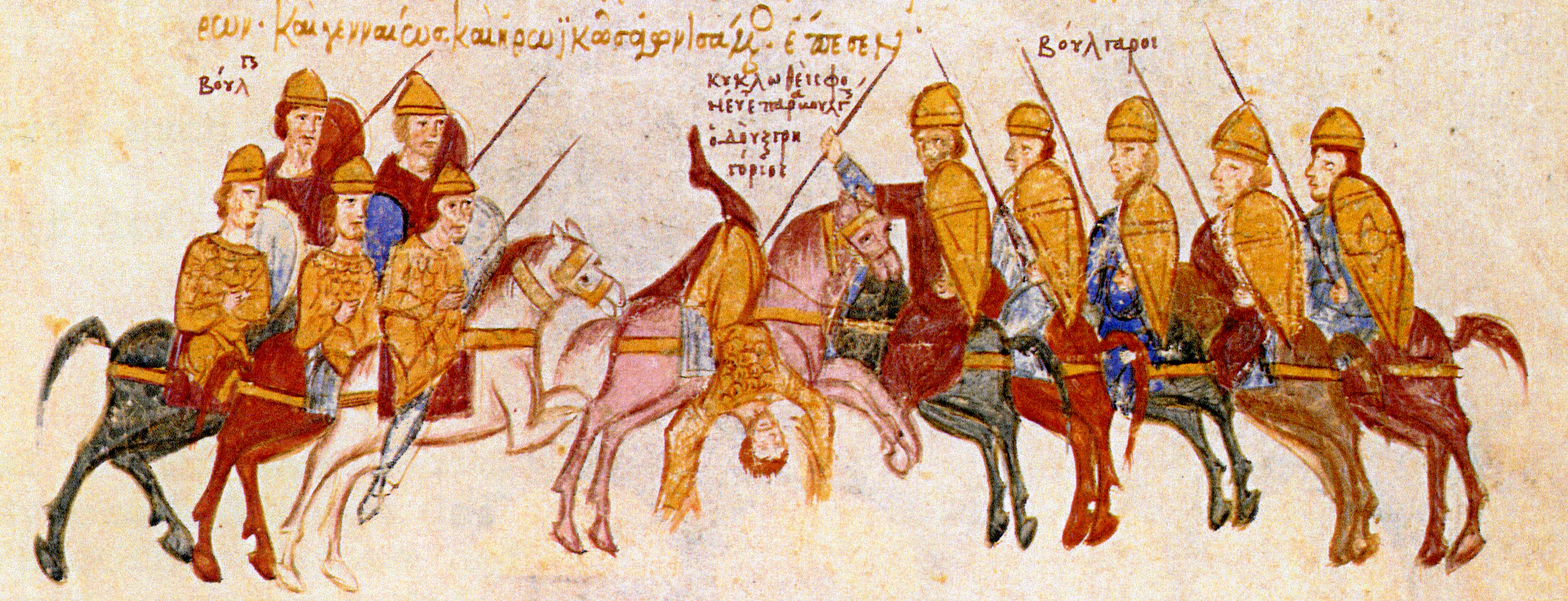
Durante las guerras civiles en el Imperio bizantino, los búlgaros no sólo recuperaron sus posiciones en los Balcanes, sino que avanzaron profundamente en el territorio enemigo.

Como los esfuerzos principales de Basilio II estaban concentrados contra el rebelde Esclero, los ejércitos de Samuel atacaron las posesiones europeas del Imperio bizantino. Samuel no solamente invadió Tracia y la zona de Tesalónica, sino también Tesalia, Grecia central y el Peloponeso. Muchas fortalezas bizantinas cayeron bajo el gobernante búlgaro. Samuel quería aprovechar la importante fortaleza de Larisa, que controlaba las rutas principales en Tesalia, y de 977 a 983, la ciudad fue bloqueada. Después que el hambre obligó a los bizantinos a rendirse, la población fue deportada al interior de Bulgaria y los hombres fueron obligados a alistarse en el ejército búlgaro. Aunque Basilio II envió fuerzas a la región, fueron derrotados, y la conquista de Larisa marcó la pérdida de una importante fortaleza bizantina en esa parte de la península. Con esta victoria, Bulgaria había ganado influencia sobre la mayor parte de los Balcanes en el sudoeste, aunque no ocuparon estos territorios. Desde Larisa, Samuel tomó las reliquias de san Aquilo, los que fueron puestos especialmente en una iglesia construida con el nombre del santo en una isla del lago Prespa.
Los éxitos búlgaros en el oeste incrementaron los temores en Constantinopla, y después de serios preparativos, Basilio II inició una campaña en el centro del Imperio búlgaro para distraer a Samuel del sur de Grecia. El ejército bizantino pasó a través de las montañas alrededor de Ihtiman y sitió a Sofía en 986. Por 20 días, los bizantinos asaltaron la ciudad, pero sus ataques fueron infructuosos y costosos: varias veces, los búlgaros salieron de la ciudad, matando a muchos soldados enemigos y capturando a los animales de carga y los caballos. Al final, las tropas búlgaras quemaron el equipo de sitio del ejército bizantino, Basilio II fue forzado a retirarse a Tracia, pero el 17 de agosto de 986, al pasar a través de las montañas, el ejército bizantino fue derrotado en el paso de la Puerta de Trajano. Esto fue un duro golpe para Basilio, que fue uno de los pocos que regresaron a Constantinopla; su tesoro personal fue capturado por los vencedores.
Después de la derrota, la rebelión de Bardas Focas distrajo los esfuerzos del Imperio bizantino en otra guerra civil. Samuel aprovechó la oportunidad y comenzó a ejercer presión sobre Tesalónica. Basilio II envió un gran ejército a la ciudad y nombró un nuevo gobernador, Gregorio Taronita, pero fue impotente para detener el avance búlgaro. En 989, las tropas búlgaras habían penetrado profundamente en el territorio bizantino, y se apoderaron de muchas fortalezas, incluyendo ciudades tan importantes como Veria y Servia. En el sur, los búlgaros marcharon a través de Epiro y en el oeste se apoderaron del territorio de la moderna Durrës (medieval Dirraquio o Drac) en el Mar Adriático.
En 989, Focas fue asesinado y sus seguidores se rindieron, y al año siguiente Basilio II llegó a un acuerdo con Esclero. Los bizantinos centraron su atención en Bulgaria, y contraatacaron en 991. El ejército búlgaro fue derrotado y Román fue capturado mientras que Samuel logró escapar. Los bizantinos conquistaron algunos territorios; en 995, sin embargo, los árabes invadieron Asia Menor y Basilio II se vio obligado a movilizar muchas de sus tropas para combatir esta nueva amenaza. Samuel recuperó rápidamente las tierras perdidas y avanzó hacia el sur. En 996, derrotó a los bizantinos en la batalla de Tesalónica. Durante la batalla, el gobernador de Tesalónica, Gregorio pereció y su hijo Ashot fue capturado. Eufóricos por este éxito, los búlgaros continuaron hacia el sur. Marcharon a través de Tesalia, superando el muro defensivo de las Termópilas y entraron en el Peloponeso, devastando todo en su camino.

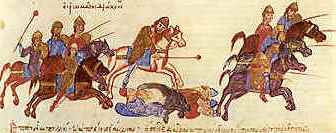
Los búlgaros son derrotados en el río Esperqueo.

En respuesta, un ejército bizantino bajo Nicéforo Urano fue enviado en busca de los búlgaros, quienes regresaron al norte para hacerle frente. Los dos ejércitos se encontraron cerca del inundado río Esperqueo. Los bizantinos encontraron un lugar para vadear, y en la noche del 19 de julio de 996, sorprendieron al desprevenido ejército búlgaro y los derrotaron en la batalla del Esperqueo. El brazo de Samuel fue herido y apenas escapó de caer prisionero; él y su hijo al parecer fingieron estar muertos. Después de anochecer se dirigieron hacia Bulgaria y caminaron 400 kilómetros (249 millas) hasta su hogar. La investigación de la tumba de Samuel sugiere que los huesos en su brazo fueron curados en un ángulo de 140°, pero permaneció paralizado.

## Zar de Bulgaria
En 997, Román falleció en prisión en Constantinopla, poniendo fin a la dinastía de gobernantes iniciada por Krum. Debido a la guerra con Bizancio, era peligroso dejar el trono vacío por mucho tiempo, y Samuel fue elegido como el nuevo zar de Bulgaria porque tenía relaciones más estrechas con el emperador fallecido y era desde hace mucho tiempo el comandante militar de Román. El Preste de Doclea marcó también el evento: «En ese momento entre la población búlgara ascendió un Samuel, que se proclamó zar. Dirigió una larga guerra contra los bizantinos y los expulsó de todo el territorio búlgaro, por lo que los bizantinos no se atrevieron a acercarse».
Constantinopla no reconoció al nuevo zar, ya que la abdicación bizantina de Boris II simbolizaba el fin oficial de Bulgaria y Samuel era considerado un simple rebelde. En su lugar Samuel solicitó el reconocimiento del papa, lo que sería un duro golpe a la posición de los bizantinos en los Balcanes y debilitaría la influencia del patriarca de Constantinopla, con lo cual beneficiaria a la Santa Sede y a Bulgaria. Samuel posiblemente recibió su corona imperial del papa Gregorio V.

### Guerra contra serbios y croatas
En 998, Samuel inició una gran campaña contra el Principado serbio de Doclea para evitar una alianza entre el príncipe Jovan Vladimir y los bizantinos. Cuando las tropas búlgaras llegaron a Doclea, el príncipe serbio y su pueblo se retiraron a las montañas. Samuel dejó parte del ejército al pie de las montañas y llevó a los soldados restantes a sitiar la fortaleza costera de Ulcinj. En un esfuerzo por evitar el derramamiento de sangre, le pidió a Jovan Vladimir que se rindiese. Después que el príncipe se negara, algunos nobles serbios ofrecieron sus servicios a los búlgaros y, cuando quedó clara que la resistencia era bastante inútil, los serbios se rindieron. Jovan Vladimir fue exiliado a los palacios de Samuel en Prespa.

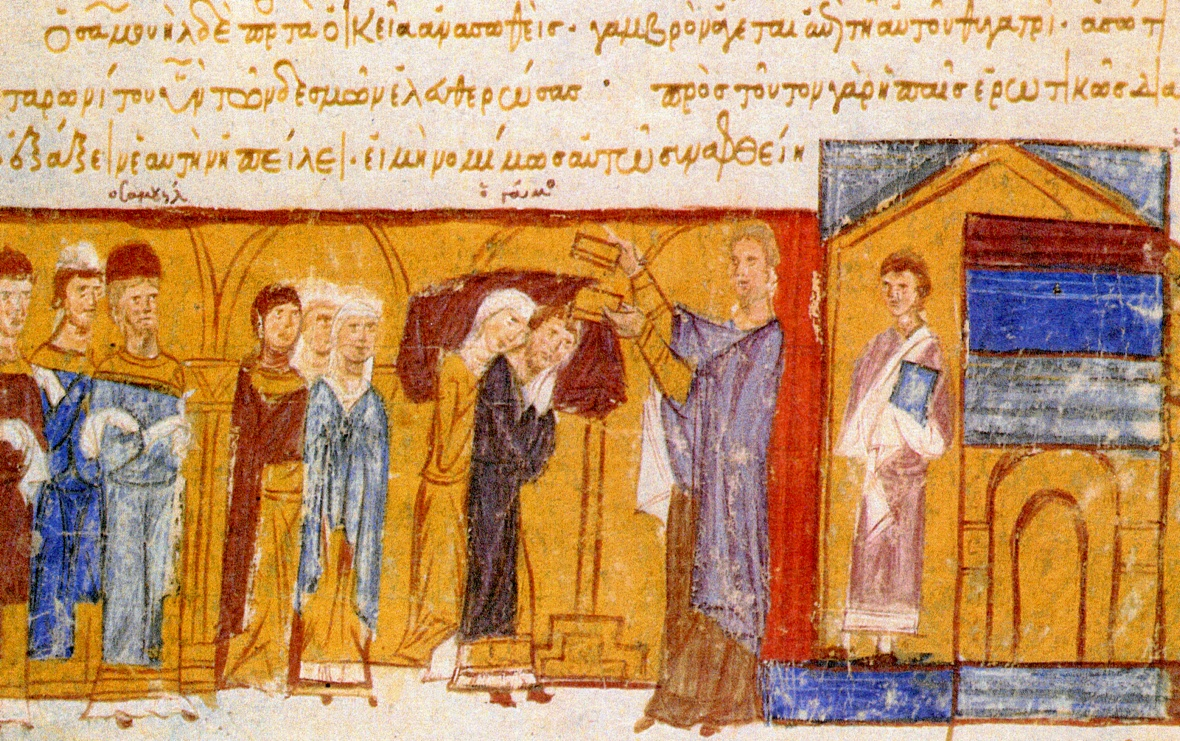
La boda de Ashot y Miroslava, la hija de Samuel.

Las tropas búlgaras procedieron a pasar a través de Dalmacia, tomando el control de Kotor y marcharon hasta Dubrovnik. A pesar de que no tomaron Dubrovnik, devastaron los poblados circundantes. El ejército búlgaro luego atacó a Croacia con el apoyo de los príncipes rebeldes Krešimir III y Gojslav y avanzaron al noroeste hasta Split, Trogir y Zadar, luego al noreste a través de Bosnia y Raška y regresaron a Bulgaria. Esta guerra búlgaro-croata permitió a Samuel instalar monarcas vasallos en Croacia.
La pariente de Samuel Kosara se enamoró del cautivo Jovan Vladimir. La pareja se casó después de obtener la aprobación de Samuel, y Jovan regresó a sus tierras como un oficial búlgaro, junto con su tío Dragimir, en quien Samuel confiaba. Mientras tanto, la princesa Miroslava se enamoró del cautivo bizantino Ashot y amenazó con suicidarse si no se le permitía casarse con él. Samuel lo concedió y designó a Ashot como gobernador de Dirraquio. Samuel también selló una alianza con los magiares cuando su hijo mayor y heredero, Gabriel Radomir, se casó con la hija del Gran príncipe de los Húngaros Géza.

### Progresos bizantinos
El comienzo del nuevo milenio vio un giro en el curso de la guerra búlgaro-bizantina. Basilio II había reunido un ejército más grande y más fuerte que el de los búlgaros. Decidido a conquistar definitivamente Bulgaria, movilizó para la batalla gran parte de las experimentadas fuerzas militares de las campañas contra los árabes del este a los Balcanes y Samuel fue forzado a defenderse en vez de atacar.
En 1001, Basilio II envió un gran ejército bajo el patricio Teodorocano y Nicéforo Xifias al norte de los Montes Balcanes para tomar las principales fortalezas búlgaras en la zona. Las tropas bizantinas recapturaron Preslav y Pliska, poniendo el noreste de Bulgaria una vez más bajo el dominio bizantino. Al año siguiente, ellos atacaron en dirección opuesta, marchando a través de Tesalónica para arrancar Tesalia y las partes meridionales del Imperio búlgaro. Aunque el comandante búlgaro de la fortaleza de Veria, Dobromir, estaba casado con una de las sobrinas de Samuel, entregó voluntariamente el fuerte y se unió a los bizantinos. Los bizantinos también capturaron la fortaleza de Kolidron sin luchar, pero su comandante Demetrio Tijón logró retirarse con sus soldados y unirse a Samuel. La ciudad más cercana, Servia, no cayó tan fácilmente; Nikulitsa su gobernador organizó bien a los defensores. Lucharon hasta que los bizantinos penetraron los muros y los obligaron a rendirse. Nikulitsa fue llevado a Constantinopla y recibió el título de patricio, pero pronto se escapó y se reunió con los búlgaros. Nikulitsa intentó retomar Servia, pero el asedio no tuvo éxito y fue capturado y encarcelado de nuevo.
Mientras tanto, la campaña de Basilio II reconquistó muchas ciudades de Tesalia. Obligó a la población búlgara de las zonas conquistadas a reubicarse en la zona de Bolero entre los ríos Mesta y Maritsa. Édessa resistió durante semanas, pero fue conquistado tras un largo asedio. La población fue trasladada a Bolero y su gobernador Dragshan fue llevado a Tesalónica, donde fue comprometido con la hija de un noble local. No dispuesto a casarse con un enemigo, Dragshan tres veces trató de huir a Bulgaria y fue finalmente ejecutado.

### Guerra con Hungría

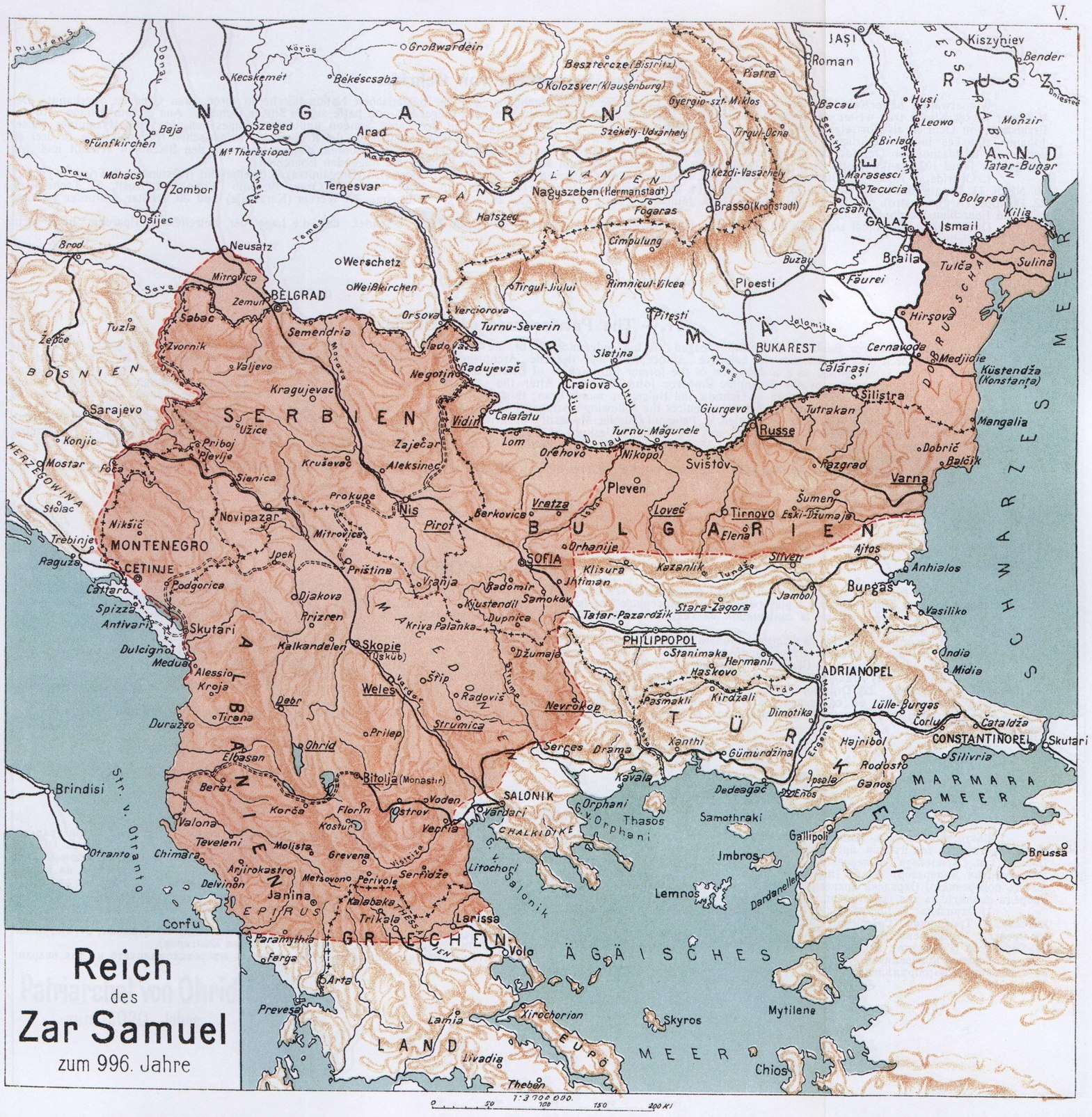
El Imperio búlgaro durante el reinado de Samuel.

El conflicto bizantino-búlgaro alcanzó su cúspide en 1003, cuando Hungría se involucró. Desde el comienzo del siglo ix, el territorio búlgaro se había extendido más allá de los Montes Cárpatos hasta el río Tisza y el centro del Danubio. Durante el reinado del Samuel, el gobernador de estas partes del noroeste fue el duque Ahtum, el nieto del duque Glad, que había sido derrotado por los húngaros en 930. Ahtum comandó un ejército fuerte y firme que defendió las fronteras del noroeste del Imperio. También construyó muchas iglesias y monasterios a través del cual él difundió el cristianismo en Transilvania.
Aunque el matrimonio de Gabriel Radomir con la hija del rey húngaro había establecido relaciones amistosas entre los dos estados más fuertes de la zona del Danubio, las relaciones se deterioraron después de la muerte de Géza. Los búlgaros apoyaron a Gyula y Koppány como gobernantes en lugar del hijo de Géza, Esteban I. Como consecuencia de este conflicto, el matrimonio entre Gabriel Radomir y la princesa húngara fue disuelto. Los húngaros luego atacaron a Ahtum, que había apoyado directamente a los pretendientes de la corona húngara. Esteban convenció a Hanadin, la mano derecha de Ahtum, para ayudar en el ataque. Cuando la conspiración fue descubierta Hanadin huyó y se unió a las fuerzas húngaras. Al mismo tiempo, un fuerte ejército bizantino asedió Vidin, capital de Ahtum. Aunque muchos soldados fueron requeridos a participar en la defensa de la ciudad, Ahtum estaba ocupado con la guerra en el norte. Después de varios meses él falleció en batalla cuando sus tropas fueron derrotadas por los húngaros. Como resultado de la guerra, la influencia búlgara al noroeste del Danubio disminuyó.

### Nuevos éxitos bizantinos

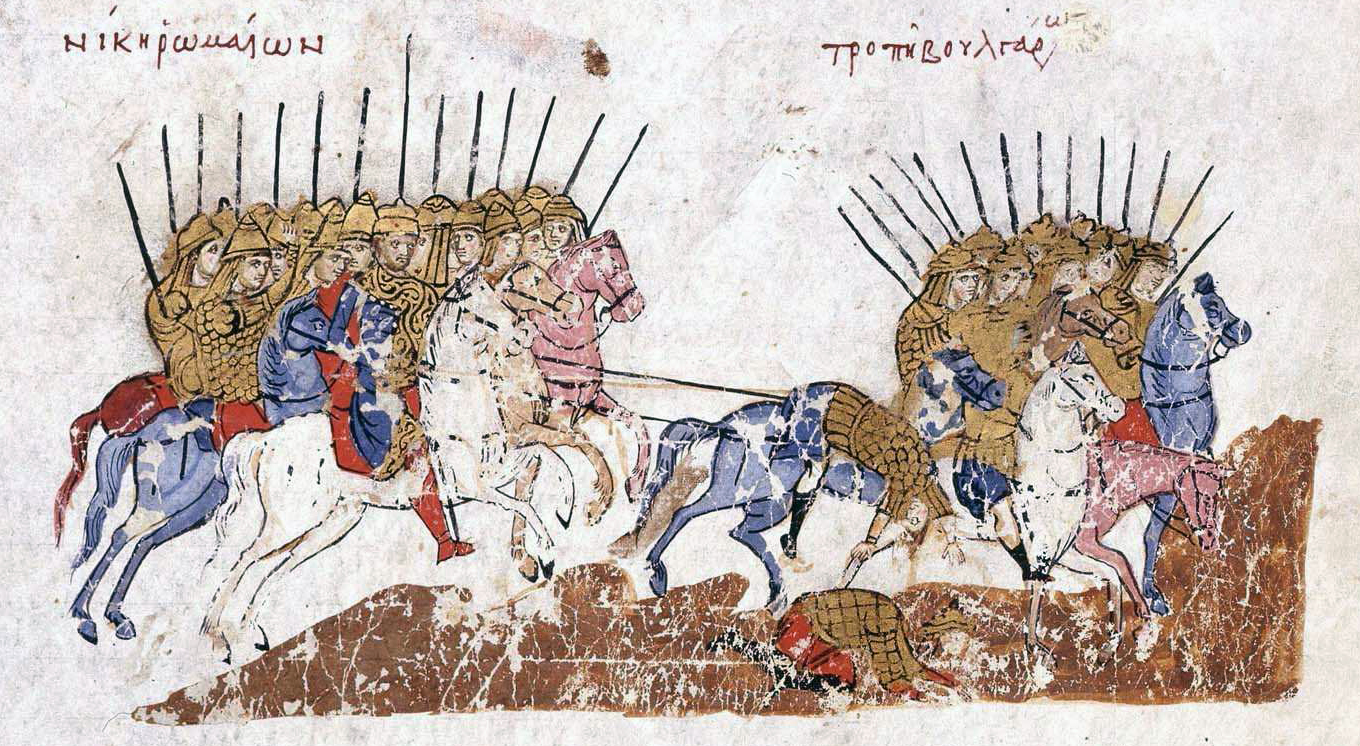
La primera década del nuevo milenio fue abundante en constantes batallas sangrientas, asedios y escaramuzas. Esta imagen muestra una victoria bizantina en ese período.

Los bizantinos tomaron ventaja de los problemas búlgaros en el norte. En 1003, Basilio II dirigió un gran ejército hacía Vidin, la ciudad más importante del noroeste de Bulgaria. Después de un asedio de ocho meses, los bizantinos capturaron definitivamente la fortaleza, supuestamente debido a la traición del obispo local. Los comandantes de la ciudad habían rechazado todos los intentos anteriores por romper su defensa, incluyendo el uso del fuego griego. Mientras que las fuerzas de Basilio estaban ocupadas, Samuel atacó en dirección opuesta: el 15 de agosto atacó Adrianópolis y saqueó la zona.
Basilio II decidió después regresar a Constantinopla, pero, temiendo un encuentro con el ejército búlgaro en la carretera principal a su capital, utilizó una ruta alternativa. Los bizantinos marcharon hacia el sur por el valle del Morava y llegaron a una ciudad búlgara clave, Skopie, en 1004. El ejército búlgaro estaba acampando en el lado opuesto del río Vardar. Luego de encontrar un vado y cruzar el río, Basilio II atacó y derrotó al confiado ejército de Samuel, utilizando las mismas tácticas empleadas en Esperqueo. Los bizantinos marcharon hacia el este y sitiaron la fortaleza de Pernik. Su gobernador, Krakra, no fue seducido por las promesas de un título nobiliario y las riquezas de Basilio, y defendió exitosamente la fortaleza. Los bizantinos se retiraron a Tracia después de sufrir grandes pérdidas.
En el mismo año, Samuel emprendió una marcha contra Tesalónica. Sus hombres emboscaron y capturaron a su gobernador, Juan Caldo, pero este éxito no pudo compensar las pérdidas que los búlgaros habían sufrido en los últimos cuatro años. Los reveses en la guerra desmoralizaron a algunos de los comandantes militares de Samuel, especialmente los nobles bizantinos capturados. Ashot, el yerno de Samuel, gobernador de Dirraquio, estableció contacto con el influyente local bizantino Juan Criselio, el suegro de Samuel. Ashot y su esposa abordaron uno de los barcos bizantinos que fueron sitiadoras de la ciudad y huyeron a Constantinopla. Mientras tanto, Criselio entregó la ciudad al comandante bizantino Eustacio Dafnomeles en 1005, consiguiendo el título de patricio para sus hijos.
En 1006-1007, Basilio II penetró profundamente en las tierras dominadas por los búlgaros y en 1009 las fuerzas de Samuel fueron derrotadas en Kreta, al este de Tesalónica. Durante los siguientes años, Basilio inició campañas anuales en territorio búlgaro, devastándolo todo en su camino. Aunque aún no había una batalla decisiva, era evidente que el fin de la resistencia búlgara se acercaba, la evidencia fue la ferocidad de los enfrentamientos militares y las campañas constantes de ambas partes que devastaron los reinos búlgaro y bizantino.

### Desastre en Clidio

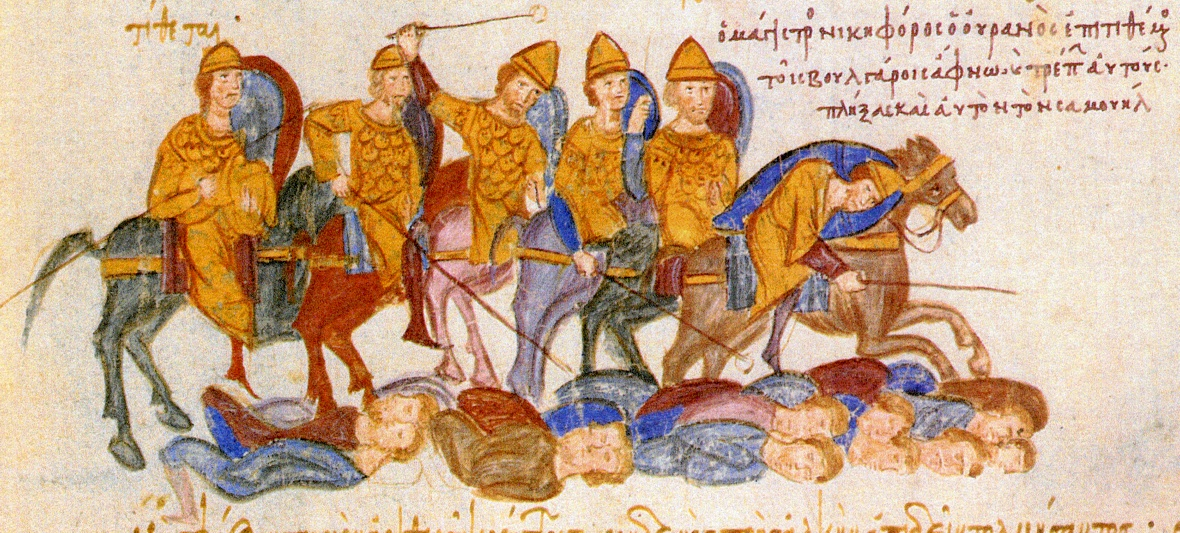
La batalla de Clidio.

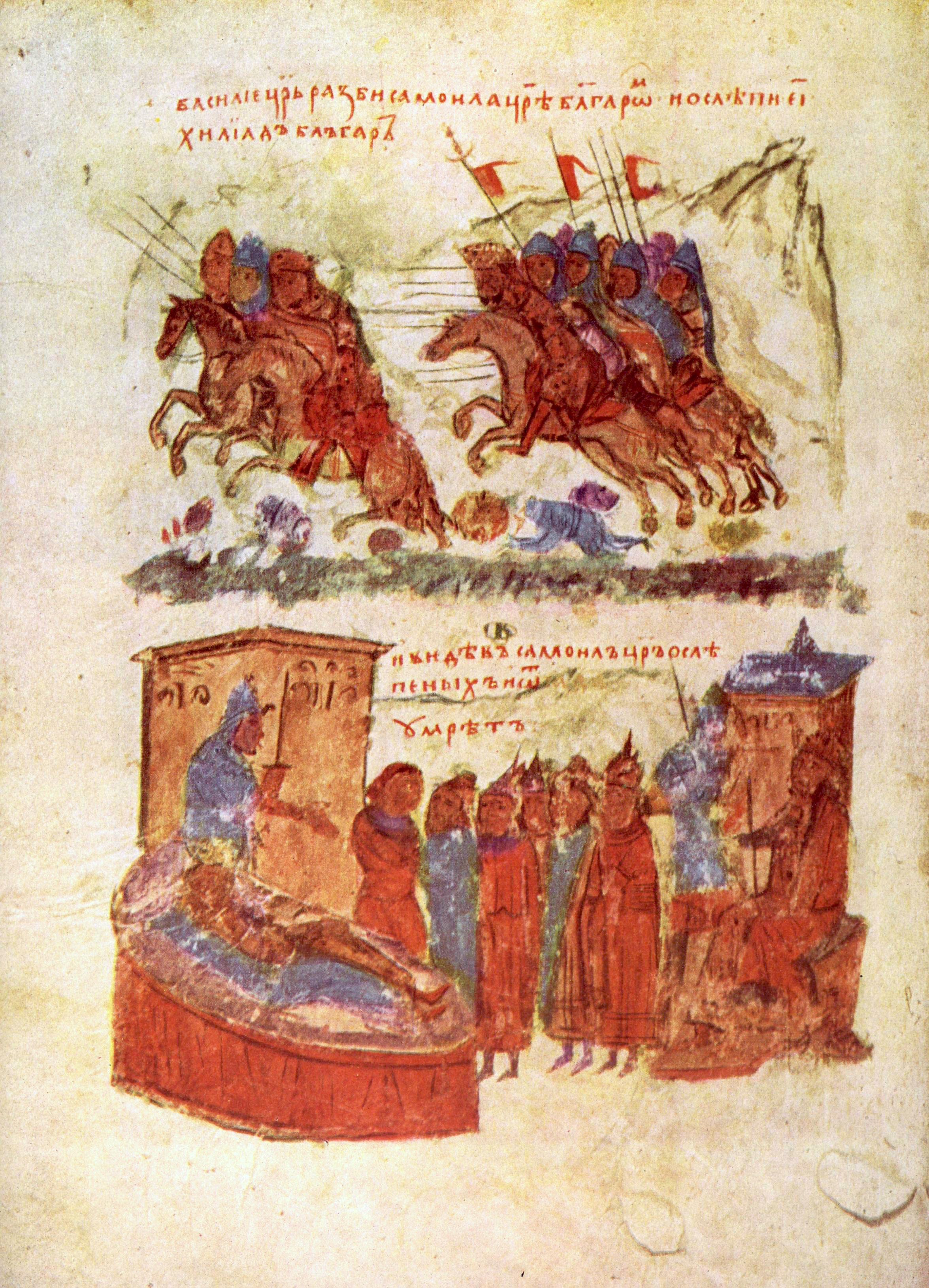
Consecuencias de Clidio: Crónica de Manasés.

En 1014, Samuel decidió detener a Basilio antes de que pudiera invadir todo el territorio búlgaro. Dado que los bizantinos utilizaban generalmente el valle del río Strumitsa para sus invasiones en Bulgaria, Samuel construyó una muralla gruesa de madera en los desfiladeros de todo el pueblo de Klyuch (llamado también Clidio, «clave») para impedir el camino del enemigo.
Cuando Basilio II inició su siguiente campaña en el verano de 1014, su ejército sufrió numerosas bajas durante el asalto del muro. Mientras tanto, Samuel envió fuerzas bajo su general Nestoritsa para atacar a Tesalónica con el fin de distraer a las fuerzas de Basilio fuera de esta campaña. Nestoritsa fue derrotado cerca de la ciudad por el gobernador Teofilacto Botaniates, que más tarde se unió al grueso del ejército bizantino cerca de Klyuch. Luego de varios días de continuos intentos por romper el muro, un comandante bizantino, el gobernador de Plovdiv Nicéforo Xifias, encontró un paso alterno y, el 29 de julio, atacó a los búlgaros por la retaguardia. A pesar de la desesperada resistencia los bizantinos derrotaron al ejército búlgaro y capturaron a unos catorce mil soldados, según algunas fueron quince mil. Basilio II envió de inmediato fuerzas bajo su comandante favorito Teofilacto Botaniates a perseguir a los búlgaros sobrevivientes, pero el bizantino fue derrotado en una emboscada tendida por Gabriel Radomir, quien mató personalmente a Botaniates. Luego de la batalla de Clidio, Basilio II ordenó que los soldados búlgaros capturados fueran cegados y que uno de cada 100 hombres se quedara con un solo ojo con el fin de llevar al resto a casa. Los soldados ciegos fueron enviados de regreso a Samuel quien al parecer sufrió un ataque cardíaco al verlos. Murió dos días después, el 15 de octubre de 1014. Este salvajismo dio el emperador bizantino el sobrenombre de Matador de Búlgaros (en griego: Βουλγαροκτόνος, romanizado: Boulgaroktónos). Algunos historiadores teorizan que fue la muerte de su comandante favorito lo que enfureció a Basilio II para cegar a los soldados capturados.

Themas en el Imperio bizantino bajo Basilio II.

La batalla de Clidio tuvo importantes consecuencias políticas. Aunque el hijo y sucesor de Samuel, Gabriel Radomir, fue un líder militar talentoso, fue incapaz de restaurar el poder anterior del Imperio búlgaro. Después de la muerte de Samuel, muchos de sus subordinados, incluyendo a Krakra, se rindieron ante los bizantinos. En el profundo norte-noroeste, el duque de Sirmia, Sermon, fue engañado y asesinado por los bizantinos. Después de una serie de batallas, el Imperio búlgaro fue conquistado completamente a finales de 1018, sólo cuatro años después de la muerte de Samuel. La mayor parte de su territorio fue incorporado en el nuevo Tema de Bulgaria, con Skopie como su capital. Tuvieron que pasar más de 150 años antes de que Bulgaria fuera restaurada, con la rebelión de los hermanos Pedro y Asen en 1185.

## Matrimonios y descendencia
| \| \| \| \| \| \| \| \| \| \| \| \| \| \| \| Nicolás \| Nicolás \| Nicolás \| Nicolás \| Nicolás \| Nicolás \| \| \| \| \| \| \| Ripsime \| Ripsime \| Ripsime \| Ripsime \| Ripsime \| Ripsime \| \| \| \| \| \| \| \| \| \| \| \| \| \| \| \| \| \| \| \| \| \| \| \| \| \| \| \| \| \| \| \| \| \| \| \| \| \| \| \| \| \| \| \| \| \| Nicolás \| Nicolás \| Nicolás \| Nicolás \| Nicolás \| Nicolás \| \| \| \| \| \| \| Ripsime \| Ripsime \| Ripsime \| Ripsime \| Ripsime \| Ripsime \| \| \| \| \| \| \| \| \| \| \| \| \| \| \| \| \| \| \| \| \| \| \| \| \| \| \| \| \| \| \| \| \| \| \| \| \| \| \| \| \| \| \| \| \| \| \| \| \| \| \| \| \| \| \| \| \| \| \| \| \| \| \| \| \| \| \| \| \| \| \| \| \| \| \| \| \| \| \| \| \| \| \| \| \| \| \| \| \| \| \| \| \| \| \| \| \| \| \| \| \| \| \| \| \| \| \| \| \| \| \| \| \| \| \| \| \| \| \| \| \| \| \| \| \| \| \| \| \| \| \| \| \| \| \| \| \| \| \| \| \| \| \| \| \| \| \| \| \| \| \| \| \| \| \| \| \| \| Aarón \| Aarón \| Aarón \| Aarón \| Aarón \| Aarón \| \| \| Moisés \| Moisés \| Moisés \| Moisés \| Moisés \| Moisés \| \| \| David \| David \| David \| David \| David \| David \| \| \| Samuel \| Samuel \| Samuel \| Samuel \| Samuel \| Samuel \| \| \| \| \| \| \| Ágata \| Ágata \| Ágata \| Ágata \| Ágata \| Ágata \| \| \| \| \| \| \| \| \| \| \| \| \| \| \| \| \| \| \| \| \| \| Aarón \| Aarón \| Aarón \| Aarón \| Aarón \| Aarón \| \| \| Moisés \| Moisés \| Moisés \| Moisés \| Moisés \| Moisés \| \| \| David \| David \| David \| David \| David \| David \| \| \| Samuel \| Samuel \| Samuel \| Samuel \| Samuel \| Samuel \| \| \| \| \| \| \| Ágata \| Ágata \| Ágata \| Ágata \| Ágata \| Ágata \| \| \| \| \| \| \| \| \| \| \| \| \| \| \| \| \| \| \| \| \| \| \| \| \| \| \| \| \| \| \| \| \| \| \| \| \| \| \| \| \| \| \| \| \| \| \| \| \| \| \| \| \| \| \| \| \| \| \| \| \| \| \| \| \| \| \| \| \| \| \| \| \| \| \| \| \| \| \| \| \| \| \| \| \| \| \| \| \| \| \| \| \| \| \| \| \| \| \| \| \| \| \| \| \| \| \| \| \| \| \| \| \| \| \| \| \| \| \| \| \| \| \| \| \| \| \| \| \| \| \| \| \| \| \| \| \| \| \| \| \| \| \| \| \| \| \| \| Iván Vladislav \| Iván Vladislav \| Iván Vladislav \| Iván Vladislav \| Iván Vladislav \| Iván Vladislav \| \| \| Miroslava \| Miroslava \| Miroslava \| Miroslava \| Miroslava \| Miroslava \| \| \| Hija desconocida \| Hija desconocida \| Hija desconocida \| Hija desconocida \| Hija desconocida \| Hija desconocida \| \| \| Hija desconocida \| Hija desconocida \| Hija desconocida \| Hija desconocida \| Hija desconocida \| Hija desconocida \| \| \| Irene de Larisa \| Irene de Larisa \| Irene de Larisa \| Irene de Larisa \| Irene de Larisa \| Irene de Larisa \| \| \| \| \| \| \| Gabriel Radomir \| Gabriel Radomir \| Gabriel Radomir \| Gabriel Radomir \| Gabriel Radomir \| Gabriel Radomir \| \| \| \| \| \| \| Margarita de Hungría \| Margarita de Hungría \| Margarita de Hungría \| Margarita de Hungría \| Margarita de Hungría \| Margarita de Hungría \| \| Iván Vladislav \| Iván Vladislav \| Iván Vladislav \| Iván Vladislav \| Iván Vladislav \| Iván Vladislav \| \| \| Miroslava \| Miroslava \| Miroslava \| Miroslava \| Miroslava \| Miroslava \| \| \| Hija desconocida \| Hija desconocida \| Hija desconocida \| Hija desconocida \| Hija desconocida \| Hija desconocida \| \| \| Hija desconocida \| Hija desconocida \| Hija desconocida \| Hija desconocida \| Hija desconocida \| Hija desconocida \| \| \| Irene de Larisa \| Irene de Larisa \| Irene de Larisa \| Irene de Larisa \| Irene de Larisa \| Irene de Larisa \| \| \| \| \| \| \| Gabriel Radomir \| Gabriel Radomir \| Gabriel Radomir \| Gabriel Radomir \| Gabriel Radomir \| Gabriel Radomir \| \| \| \| \| \| \| Margarita de Hungría \| Margarita de Hungría \| Margarita de Hungría \| Margarita de Hungría \| Margarita de Hungría \| Margarita de Hungría \| \| \| \| \| \| \| \| \| \| \| \| \| \| \| \| \| \| \| \| \| \| \| \| \| \| \| \| \| \| \| \| \| \| \| \| \| \| \| \| \| \| \| \| \| \| \| \| \| \| \| \| \| \| \| \| \| \| \| \| \| \| \| \| \| \| \| \| \| \| \| \| \| \| \| \| \| \| \| \| \| \| \| \| \| \| \| \| \| \| \| \| \| \| \| \| \| \| \| \| \| \| \| Varios hijos e hijas \| Varios hijos e hijas \| Varios hijos e hijas \| Varios hijos e hijas \| Varios hijos e hijas \| Varios hijos e hijas \| \| \| \| \| \| \| ¿Pedro Delyan? \| ¿Pedro Delyan? \| ¿Pedro Delyan? \| ¿Pedro Delyan? \| ¿Pedro Delyan? \| ¿Pedro Delyan? \| \| \| \| \| \| \| |                |                |                |                |                |  |  |           |           |           |           |           |           |         |         |                  |                  |                  |                  |                  |                  |  |  |                  |                  |                  |                  |                  |                  |         |         |                 |                 |                 |                 |                 |                 |                      |                      |                      |                      |                      |                      |                 |                 |                 |                 |                 |                 |                |                |                |                |                |                |                      |                      |                      |                      |                      |                      |
| |                |                |                |                |                |  |  |           |           |           |           |           |           | Nicolás | Nicolás | Nicolás          | Nicolás          | Nicolás          | Nicolás          |                  |                  |  |  |                  |                  | Ripsime          | Ripsime          | Ripsime          | Ripsime          | Ripsime | Ripsime |                 |                 |                 |                 |                 |                 |                      |                      |                      |                      |                      |                      |                 |                 |                 |                 |                 |                 |                |                |                |                |                |                |                      |                      |                      |                      |                      |                      |
| |                |                |                |                |                |  |  |           |           |           |           |           |           | Nicolás | Nicolás | Nicolás          | Nicolás          | Nicolás          | Nicolás          |                  |                  |  |  |                  |                  | Ripsime          | Ripsime          | Ripsime          | Ripsime          | Ripsime | Ripsime |                 |                 |                 |                 |                 |                 |                      |                      |                      |                      |                      |                      |                 |                 |                 |                 |                 |                 |                |                |                |                |                |                |                      |                      |                      |                      |                      |                      |
| |                |                |                |                |                |  |  |           |           |           |           |           |           |         |         |                  |                  |                  |                  |                  |                  |  |  |                  |                  |                  |                  |                  |                  |         |         |                 |                 |                 |                 |                 |                 |                      |                      |                      |                      |                      |                      |                 |                 |                 |                 |                 |                 |                |                |                |                |                |                |                      |                      |                      |                      |                      |                      |
| |                |                |                |                |                |  |  |           |           |           |           |           |           |         |         |                  |                  |                  |                  |                  |                  |  |  |                  |                  |                  |                  |                  |                  |         |         |                 |                 |                 |                 |                 |                 |                      |                      |                      |                      |                      |                      |                 |                 |                 |                 |                 |                 |                |                |                |                |                |                |                      |                      |                      |                      |                      |                      |
| Aarón | Aarón          | Aarón          | Aarón          | Aarón          | Aarón          |  |  | Moisés    | Moisés    | Moisés    | Moisés    | Moisés    | Moisés    |         |         | David            | David            | David            | David            | David            | David            |  |  | Samuel           | Samuel           | Samuel           | Samuel           | Samuel           | Samuel           |         |         |                 |                 |                 |                 | Ágata           | Ágata           | Ágata                | Ágata                | Ágata                | Ágata                |                      |                      |                 |                 |                 |                 |                 |                 |                |                |                |                |                |                |                      |                      |                      |                      |                      |                      |
| Aarón | Aarón          | Aarón          | Aarón          | Aarón          | Aarón          |  |  | Moisés    | Moisés    | Moisés    | Moisés    | Moisés    | Moisés    |         |         | David            | David            | David            | David            | David            | David            |  |  | Samuel           | Samuel           | Samuel           | Samuel           | Samuel           | Samuel           |         |         |                 |                 |                 |                 | Ágata           | Ágata           | Ágata                | Ágata                | Ágata                | Ágata                |                      |                      |                 |                 |                 |                 |                 |                 |                |                |                |                |                |                |                      |                      |                      |                      |                      |                      |
| |                |                |                |                |                |  |  |           |           |           |           |           |           |         |         |                  |                  |                  |                  |                  |                  |  |  |                  |                  |                  |                  |                  |                  |         |         |                 |                 |                 |                 |                 |                 |                      |                      |                      |                      |                      |                      |                 |                 |                 |                 |                 |                 |                |                |                |                |                |                |                      |                      |                      |                      |                      |                      |
| |                |                |                |                |                |  |  |           |           |           |           |           |           |         |         |                  |                  |                  |                  |                  |                  |  |  |                  |                  |                  |                  |                  |                  |         |         |                 |                 |                 |                 |                 |                 |                      |                      |                      |                      |                      |                      |                 |                 |                 |                 |                 |                 |                |                |                |                |                |                |                      |                      |                      |                      |                      |                      |
| Iván Vladislav | Iván Vladislav | Iván Vladislav | Iván Vladislav | Iván Vladislav | Iván Vladislav |  |  | Miroslava | Miroslava | Miroslava | Miroslava | Miroslava | Miroslava |         |         | Hija desconocida | Hija desconocida | Hija desconocida | Hija desconocida | Hija desconocida | Hija desconocida |  |  | Hija desconocida | Hija desconocida | Hija desconocida | Hija desconocida | Hija desconocida | Hija desconocida |         |         | Irene de Larisa | Irene de Larisa | Irene de Larisa | Irene de Larisa | Irene de Larisa | Irene de Larisa |                      |                      |                      |                      |                      |                      | Gabriel Radomir | Gabriel Radomir | Gabriel Radomir | Gabriel Radomir | Gabriel Radomir | Gabriel Radomir |                |                |                |                |                |                | Margarita de Hungría | Margarita de Hungría | Margarita de Hungría | Margarita de Hungría | Margarita de Hungría | Margarita de Hungría |
| Iván Vladislav | Iván Vladislav | Iván Vladislav | Iván Vladislav | Iván Vladislav | Iván Vladislav |  |  | Miroslava | Miroslava | Miroslava | Miroslava | Miroslava | Miroslava |         |         | Hija desconocida | Hija desconocida | Hija desconocida | Hija desconocida | Hija desconocida | Hija desconocida |  |  | Hija desconocida | Hija desconocida | Hija desconocida | Hija desconocida | Hija desconocida | Hija desconocida |         |         | Irene de Larisa | Irene de Larisa | Irene de Larisa | Irene de Larisa | Irene de Larisa | Irene de Larisa |                      |                      |                      |                      |                      |                      | Gabriel Radomir | Gabriel Radomir | Gabriel Radomir | Gabriel Radomir | Gabriel Radomir | Gabriel Radomir |                |                |                |                |                |                | Margarita de Hungría | Margarita de Hungría | Margarita de Hungría | Margarita de Hungría | Margarita de Hungría | Margarita de Hungría |
| |                |                |                |                |                |  |  |           |           |           |           |           |           |         |         |                  |                  |                  |                  |                  |                  |  |  |                  |                  |                  |                  |                  |                  |         |         |                 |                 |                 |                 |                 |                 |                      |                      |                      |                      |                      |                      |                 |                 |                 |                 |                 |                 |                |                |                |                |                |                |                      |                      |                      |                      |                      |                      |
| |                |                |                |                |                |  |  |           |           |           |           |           |           |         |         |                  |                  |                  |                  |                  |                  |  |  |                  |                  |                  |                  |                  |                  |         |         |                 |                 |                 |                 |                 |                 | Varios hijos e hijas | Varios hijos e hijas | Varios hijos e hijas | Varios hijos e hijas | Varios hijos e hijas | Varios hijos e hijas |                 |                 |                 |                 |                 |                 | ¿Pedro Delyan? | ¿Pedro Delyan? | ¿Pedro Delyan? | ¿Pedro Delyan? | ¿Pedro Delyan? | ¿Pedro Delyan? |                      |                      |                      |                      |                      |                      |

La esposa de Samuel fue Ágata, y era la hija de un magnate bizantino llamado Juan Criselio. Únicamente dos hijos de Samuel y Ágata son definitivamente conocidos por su nombre: el heredero Gabriel Radomir y Miroslava. Dos hijas más son mencionadas después de la rendición de Bulgaria en 1018, mientras que Samuel también es recordado por haber tenido un hijo bastardo. Otra mujer, Kosara, que estaba casada con Jovan Vladimir de Doclea y fue considerada por los primeros académicos como la hija de Samuel, se considera ahora que haya sido simplemente un pariente, quizás una sobrina de Ágata. Gabriel Radomir se casó dos veces, con Margarita de Hungría e Irene de Larisa; Miroslava se casó con el noble bizantino Ashot Taronita.
Después de la caída de Bulgaria, los descendientes de Samuel asumieron cargos importantes en la corte bizantina después de que fueron reubicados y recibieran tierras en Asia Menor y Armenia. Una de sus nietas, Catalina, se convirtió en emperatriz de Bizancio. Otro nieto, Pedro Deljan, dirigió un intento de restaurar el Imperio búlgaro después de una gran revuelta en 1040 a 1041. Otras dos mujeres de la dinastía se convirtieron en emperatrices bizantinas, mientras que muchos nobles sirvieron en el ejército como estrategos o se convirtieron en gobernadores de diversas provincias.
También existe otra versión sobre el origen de Samuel. El historiador del siglo xi Esteban Asoghik, escribió que Samuel tenía un solo hermano, diciendo que ambos eran armenios del distrito de Derjan, un territorio de Armenia incorporada al Imperio bizantino. Ellos fueron enviados a combatir a los búlgaros en Macedonia, pero terminaron uniéndose a estos. Esta versión es apoyada por el historiador Nicolás Adontz, que analizó los hechos y datos del siglo y llegó a la conclusión de que Samuel tenía un solo hermano, David. La versión de Asoghik también es apoyada por el historiador Jordán Ivanov; por otra parte, según la inscripción de Samuel, él sólo tenía un hermano llamado David.
El historiador árabe Yahya de Antioquía afirmaba que el hijo de Samuel, Gabriel, fue asesinado por el líder de los búlgaros, el hijo de Aarón, porque Aarón pertenecía a la raza que reinaba en Bulgaria. Asoghik y Yahya distinguen claramente la raza de Samuel de la de Aarón o la raza de los Cometopulos de la raza real. Según ellos, Moisés y Aarón no eran de la familia de los Cometopulos. David y Samuel eran de origen armenio y Moisés y Aarón eran armenios por parte de su madre.

## Tumba

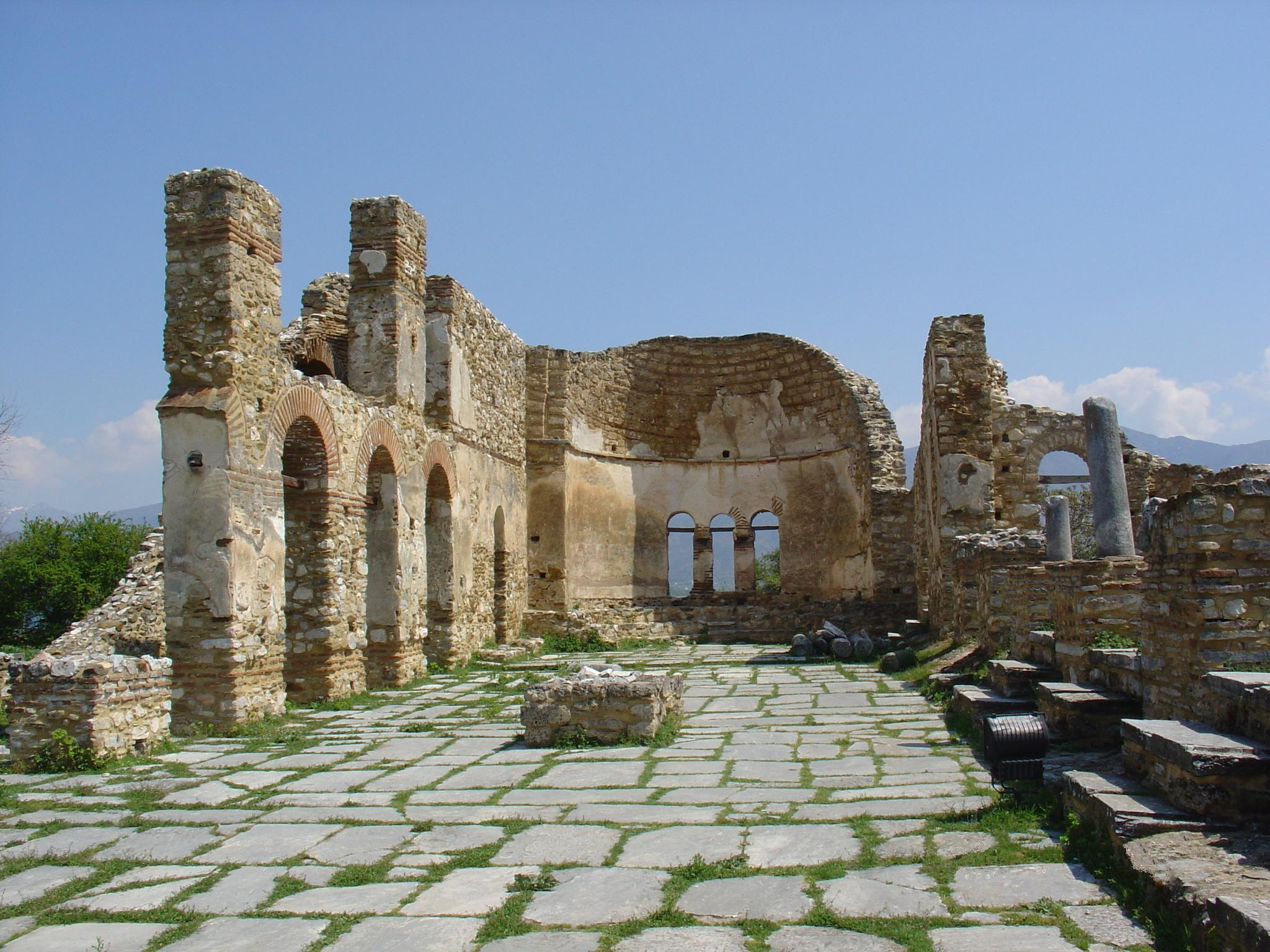
Los restos de la basílica de Agios Aquilio en el lago Prespa, donde fue encontrada la tumba Samuel.

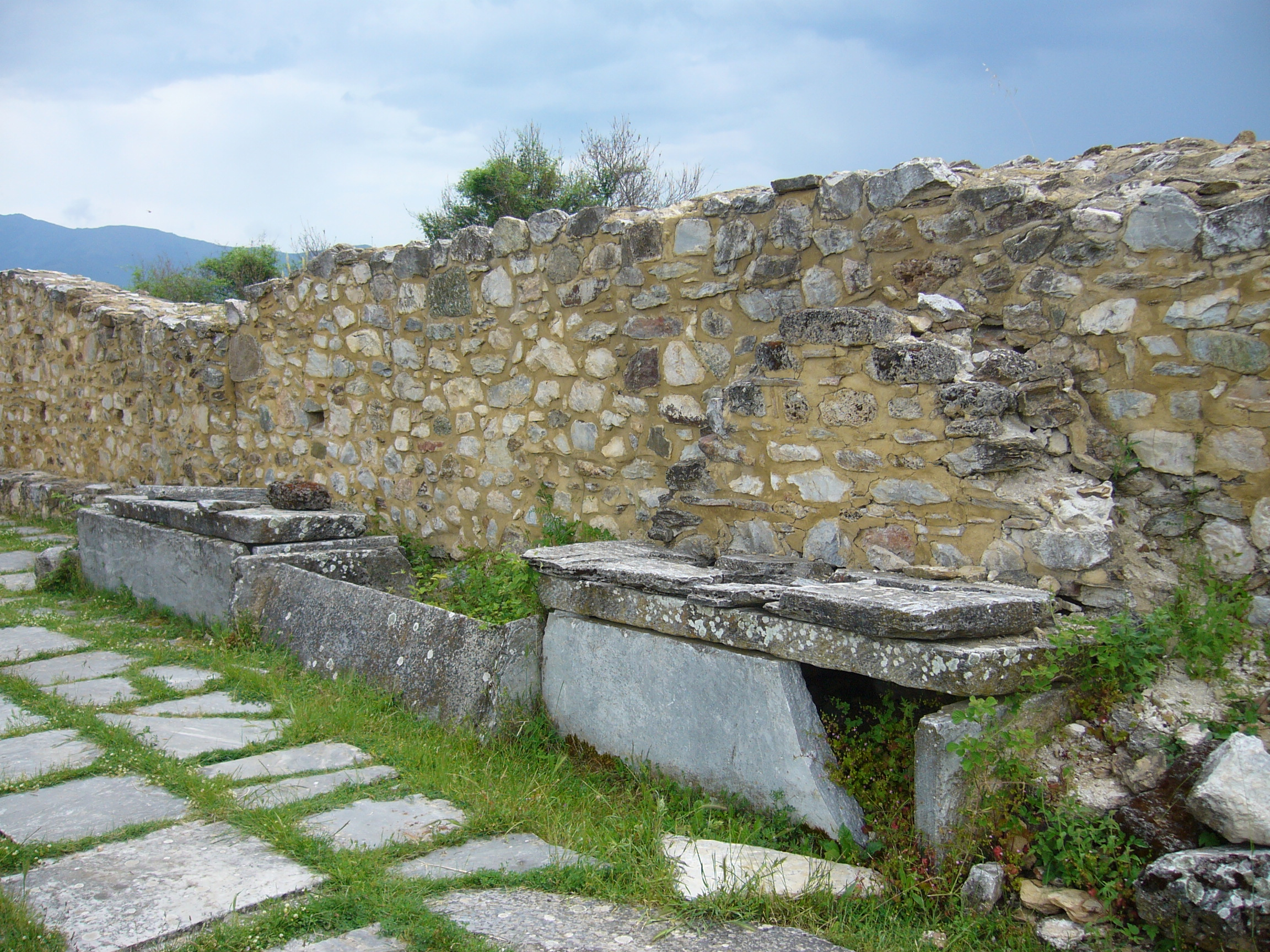
Los sarcófagos de los zares búlgaros Samuel, Gabriel Radomir e Iván Vladislav en san Aquilo, Grecia.

La tumba de Samuel fue encontrada en 1965 por el profesor griego Nikolaos Moutsopoulos en la Iglesia de San Aquilio en la isla Agios Aquilio en el lago Prespa. Samuel había construido la iglesia para las reliquias del santo del mismo nombre. Se cree que ha sido el escudo de armas de la Casa Cometopulo, dos loros encaramados, que estaban bordados en su manto funerario.
Sus restos se guardan en un lugar secreto en Grecia, pero según un reciente acuerdo, serán devueltos a Bulgaria y enterrados en la iglesia de los Cuarenta Mártires en Veliko Tarnovo, para descansar con los restos de los emperadores Kaloján y Miguel Shishman.
El rostro de Samuel fue reconstruido para restaurar la apariencia del gobernante búlgaro de 70 años de edad. De acuerdo a la reconstrucción, era un hombre de rostro tosco, calvo, con barba blanca y bigote.

## Legado
Samuel es uno de los gobernantes búlgaros más conocidos. Su lucha militar con el Imperio bizantino es marcada como un período épico en la historia búlgara. El gran número de monumentos y conmemoraciones en Bulgaria y Macedonia del Norte, tales como las de Petrich y Ohrid, significan la trayectoria que ha dejado esta figura histórica en la memoria del pueblo. Cuatro aldeas búlgaras llevan su nombre, así como Samuel Point en la Isla Livingston, Antártida. Samuel es la figura principal al menos en tres novelas de autores importantes búlgaros Dimitar Talev, Anton Donchev y Stefan Tsanev, él también es mencionado en los versos de Iván Vazov, Pencho Slaveykov, y Atanas Dalchev.